# متغیر آزاد و متغیر مقید
متغیر آزاد (به انگلیسی: free variable) در ریاضیات و دیگر رشته‌های درگیر در زبان‌های صوری، مانند منطق ریاضیاتی و علوم رایانه، نمادی است که مشخص کننده محل‌هایی در یک عبارت است، که جایگزینی در آن محل می‌تواند انجام گیرد. این محل‌ها نباید پراسنجه ی همین عبارت یا هر عبارت محمول باشند. بعضی از کتاب‌های قدیمی‌تر از عبارات متغیر واقعی و متغیر آشکار برای متغیر آزاد و متغیر مقید استفاده می‌کنند. ایده با مفهوم محل نگهداری (به انگلیسی: placeholder) (نمادی که در آینده با رشته حرفی جایگزین می‌شود) یا چمنویسه (نویسه جانشین) که برای یک نماد مشخص نشده استفاده می‌شود، مرتبط است.
در برنامه‌نویسی رایانه‌ای، عبارت متغیر آزاد به عبارتی اشاره دارد که در یک تابع استفاده می‌شود، ولی نه متغیر محلی است و نه پراسنجه آن تابع است. عبارت متغیر غیرمحلی به عنوان مترادف در این زمینه استفاده می‌شود.
متغیر مقید (یا متغیر پابند) (به انگلیسی: bound variable) متغیری است که قبلاً آزاد بوده‌است، اما به یک مقدار، یا مجموعه مقدار، که دامنه سخن یا جهان نام دارد، منتسب گردیده‌است.
عبارت متغیر ساختگی (به انگلیسی: dummy variable) نیز گاهی برای متغیر مقید به کار می‌رود (بیش‌تر در ریاضیات عمومی و نه در علوم رایانه)، اما استفاده از آن می‌تواند با تعریف متغیرهای ساختگی در تحلیل رگرسیون مایه ابهام شود.

## مثال

### مثال اول
برای مثال، متغیر x در این دو مثال، متغیر مقید می‌شود:
برای همهٔ x: {\displaystyle (x+1)^{2}=x^{2}+2x+1}.
یا
وجود دارد x به صورتی که: {\displaystyle x^{2}=2}.
در هیچ‌کدام از این گزاره‌ها به صورت محلی مهم نیست که آیا x یا حرف دیگری استفاده شده باشد. با این حال، در گزاره‌های مرکب استفاده از حرف دیگری در محل دیگری سردرگم کننده است؛ یعنی متغیرهای محلی، مقید می‌شوند، و سپس در یک مفهوم از دسترس بودن کنار می‌روند مثل مقادیر جایگزین و مقادیر دیگر در ساخت فرمول.

### مثال دوم
در عبارت زیر
{\displaystyle \sum _{k=1}^{10}f(k,n)}
n یک متغیر آزاد است و k یک متغیر مقید می‌باشد. مقدار این عبارت به مقدار n بستگی دارد، اما چیزی که k نامیده شود و مقدار عبارت بتواند به آن وابسته شود، وجود ندارد.

### مثال سوم
در عبارت
{\displaystyle \textstyle \int _{0}^{\infty }\displaystyle x^{y-1}e^{-x}dx}
y یک متغیر آزاد است، و x یک متغیر مقید است؛ در نتیجه مقدار این عبارت به مقدار y بستگی دارد؛ اما هیچ مقدار x ای وجود ندارد که مقدار عبارت بتواند به آن وابسته باشد.